# Стационарная нефтяная платформа

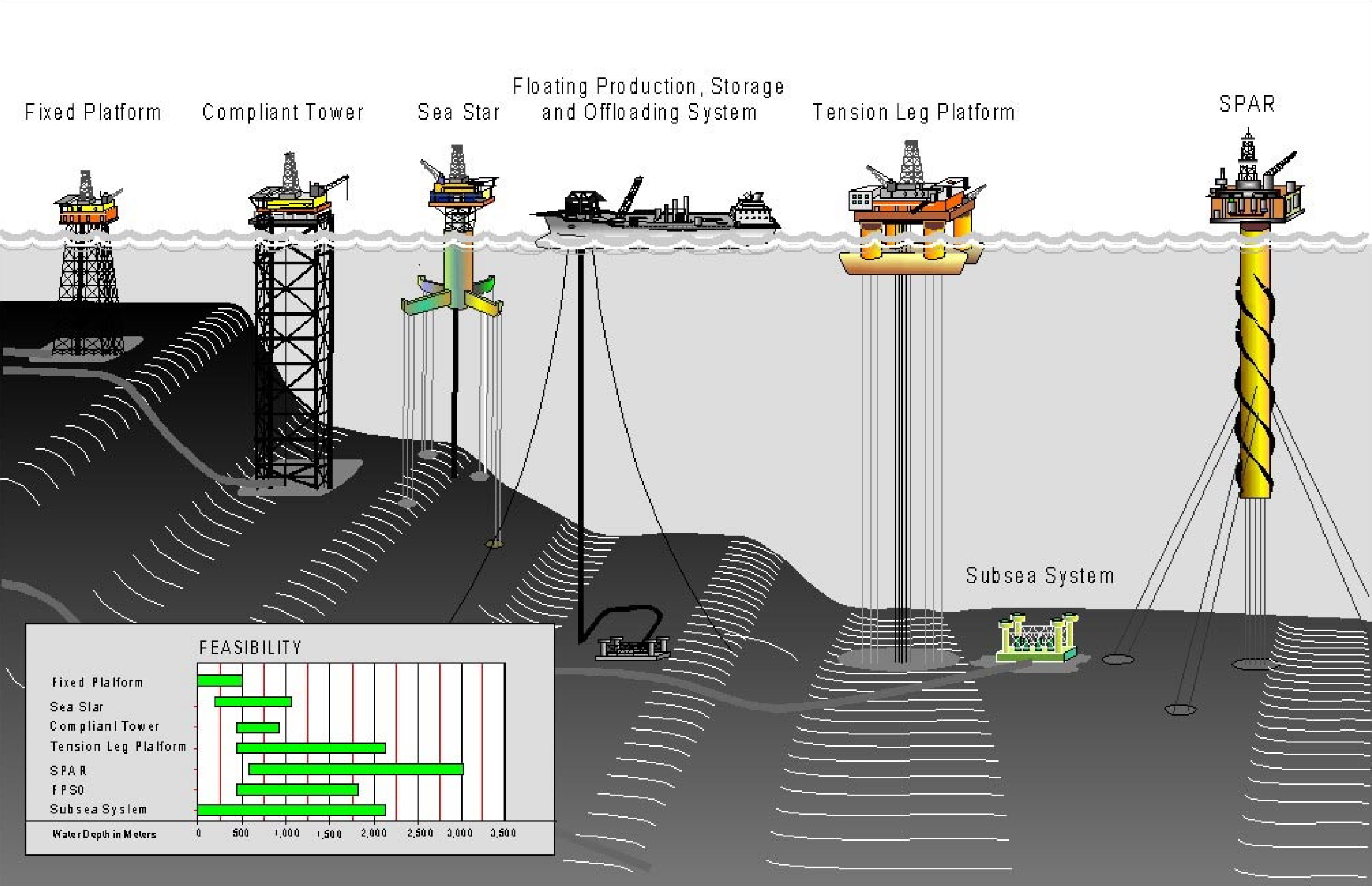
Сравнение систем морского бурения. Стационарная платформа показана слева.

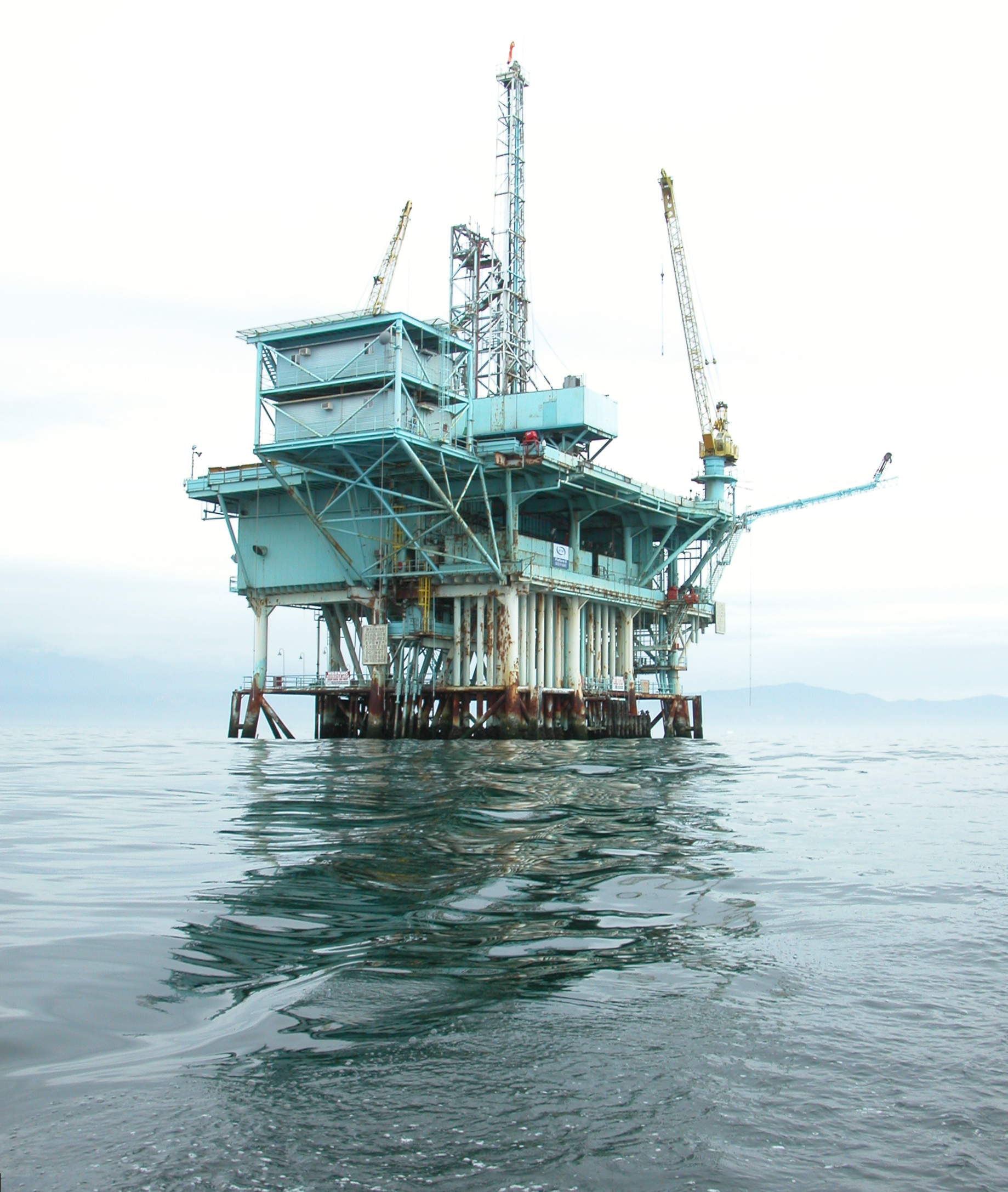
Фиксированная платформа B, Dos Cuadras, Санта-Барбара. Глубина моря — около 60 метров.

Стационарная нефтяная платформа (англ. Oil platform) — тип нефтеплатформы, используемый для добычи нефти и газа в открытом море. Относится к нефтегазовому оборудованию. Экономически выгодно устанавливать платформы на глубине от 14 до 500 м. Более глубокие места делают установку платформ затруднительной, более мелкие затрудняют подход к платформам танкеров или строительство подводных нефте- и газопроводов.
Согласно ч. 3 ст. 1 Протокола о борьбе с незаконными актами, направленными против безопасности стационарных платформ, расположенных на континентальном шельфе (SUA PROT) (Подписан в г. Риме 10.03.1988) «стационарная платформа» означает искусственный остров, установку или сооружение, постоянно закреплённые на морском дне для разведки или разработки ресурсов или для других экономических целей.

## Устройство
На стальные или бетонные опоры, прикреплённые ко дну, установлена буровая вышка, производственное оборудование, жилые и вспомогательные отсеки.
Такие платформы устанавливаются на длительные сроки производства, как например нефтеплатформа Хиберниа (англ. Hibernia platform).
На платформе также может быть установлен железобетонный опускной колодец со встроенным нефтехранилищем, расположенным ниже уровня моря.

## Правовое положение
Стационарные нефтяные платформы в международном праве преимущественно рассматриваются как искусственные острова, установки и сооружения. В Конвенции ООН по морскому праву подобный подход находит своё отражение в ст. 60 и 80. Так как стационарные платформы не являются судами, они не защищены от пиратских актов, и основным документом, обеспечивающим безопасность платформ, является Протокол 1988 г.
Пиратство является угрозой для обеспечения надлежащего уровня экологической безопасности, поскольку зачастую сопряжено с прерыванием или нарушением технологического процесса. 
В деле Arctic Sunrise акт пиратства не был сопряжён с серьёзными экологическими последствиями, тем не менее интересен вопрос определения пиратских действий относительно стационарных платформ. Действия судна Arctic Sunrise относительно морской ледостойкой стационарной платформы «Приразломная» рассматривались как пиратство. Однако в таком случае предполагается, что статус платформы определяется как судно, у которого в отличие от сооружения не может быть зоны безопасности (соответственно, она и не могла быть нарушена). Ранее, основываясь на положениях Конвенции ООН по морскому праву, Федеральный Арбитражный суд Московского округа 10.08.09 г. в Постановлении КА-А40/7525-09 по делу N А40-82763/08-108-448 определил статус платформы как стационарное сооружение, а также отметил, что его «создание как гидротехнического сооружения осуществляется посредством его строительства». Материалы дела ясно указывают, что при такой дефиниции стационарной платформы сооружение не попадает под действие статьи 227 УК РФ, что приводит к незащищённости подобного вида МНГС от пиратства на национальном уровне.